# 托尼·普蘭納
托尼·普蘭納（Tony Plana，1952年4月19日—）是一位古巴裔美國人演員和導演。他最著名的作品是在ABC電視劇醜女貝蒂中飾演貝蒂的父親Ignacio Suarez。普蘭納出生在哈瓦那，在1960年時全家搬到邁阿密。他曾就讀於倫敦皇家藝術學院。